# Don Xhoni
Xhonatan Isufi (în albaneză Xhonatan Isufi; n. 8 aprilie 2000, Çikatova e Re⁠(d), Glogovac⁠(d), districtul Priștina, Kosovo), cunoscut ca Don Xhoni (Дон Џони), este un rapper albanez din Kosovo.

## Biografie
Xhonatan Isufi s-a născut la 8 aprilie 2000 în Noul Čikatovo, lângă Glogovac. După ce a devenit celebru, în iulie 2020 a lansat piesa Break Down în colaborare cu cântăreața albaneză Enca. Piesa a avut succes comercial în Albania, ajungând pe locul 11 în topul -{Top 100}-. La sfârșitul anului 2020 a devenit cunoscut la nivel internațional, după ce single-ul său Make a Pose (Freestyle) a devenit viral pe platforma de socializare -{TikTok}-. În octombrie 2021 a avut succes în topuri cu single-ul Trust Me, care a ajuns pe locul 13 în Albania și pe locul 72 în Elveția. Până în noiembrie 2021, colaborarea sa cu rapperița albano-elvețiană Loredana la single-ul Gjuj Për To s-a situat în primele cinci locuri în topul din Albania și pe locul 32 în topul -{Swiss Singles Top 100}-. În decembrie 2021, a colaborat cu cântărețul albanez Butrint Imeri la single-ul de succes Corazon.

## Discografie

### EP-uri
Shah mat (2022)

### Single-uri

#### Solo
" |+ Lista single-urilor ca artist principal, cu pozițiile selectate în topuri ! scope="col" rowspan="2" | Titlu ! scope="col" rowspan="2" | Anul ! scope="col" colspan="3" | Poziția maximă
în
topuri ! scope="col" rowspan="2" | Album |- ! scope=col style="width3em; font-size:85%;" | ALB
 ! scope=col style="width:3em; font-size:85%;" | GRE
 ! scope=col style="width:3em; font-size:85%;" | SWI
 |- ! scope="row" | -{Jena me ekip}- | 2018 | — || — || — | rowspan="22" | style="background: var(--background-color-notice-subtle,#ececec); color: grey; color:var(--color-base, #000);" class="table-na" | Single-urile nu fac parte dintr-un album |- ! scope="row" | -{Ajo Don}- | 2019 | — || — || — |- ! scope="row" | -{Tjera Llafe}- | rowspan="6" | 2020 | — || — || — |- ! scope="row" | -{Baby}- | — || — || — |- ! scope="row" | -{Cash Cash}- | — || — || — |- ! scope="row" | -{Alles Gute Criminale}- | — || — || — |- ! scope="row" | -{Make a Pose (Freestyle)}- | — || — || — |- ! scope="row" | -{Kokaina}- | — || — || — |- ! scope="row" | -{Adrenalina}- | rowspan="4" | 2021 | — || — || — |- ! scope="row" | -{Trust Me}- | — || — || — |- ! scope="row" | -{Gjuj për to}- | — || — || — |- ! scope="row" | -{Mall}- | — || — || — |- ! scope="row" | -{Toto Rina}- | rowspan="5" | 2022 | — || — || — |- ! scope="row" | -{Mafia}- | — || — || — |- ! scope="row" | -{A m'don}- | — || — || — |- ! scope="row" | -{Hala}- | — || — || — |- ! scope="row" | -{Real Love}- | — || — || — |- ! scope="row" | -{Balkan}- | rowspan="4" | 2023 | — || — || — |- ! scope="row" | -{Coca}- | — || — || — |- ! scope="row" | -{Ama}- | — || — || — |- ! scope="row" | -{Historia}- | — || — || — |- ! scope="row" | -{Zana}- | rowspan="2" | 2024 | — || — || — |- ! scope="row" | -{Dubai}- | — || — || — |}